# Miridiba lasallei
Miridiba lasallei är en skalbaggsart som beskrevs av Keith 2010. Miridiba lasallei ingår i släktet Miridiba och familjen Melolonthidae. Inga underarter finns listade i Catalogue of Life.